# یروسالیمووو
یروسالیمووو (به بلغاری: Yerusalimovo) یک منطقهٔ مسکونی در بلغارستان است که در شهرستان لیوبیمتس واقع شده‌است.